# Félix Goñi
Fèlix Goñi i Roura, alias Bruc (El Prat de Llobregat, 24 de noviembre de 1958 - Barcelona, 2 de junio de 1979), fue un terrorista miembro de la organización  Terra Lliure.

## Biografía
Fèlix Goñi nació el 24 de noviembre de 1958 en la localidad de Prat de Llobregat. Tras su paso por el instituto, a final de 1975 trabajó en una empresa de la industria química de El Prat, al tiempo que se inicia en la militancia política en el movimiento obrero antifranquista. 

## Trayectoria
Formó parte del Col·lectiu d'Obrers en Lluita (COLL) y asumió la representación sindical de sus compañeros de trabajo. En 1976 participó en la creación de las Juventudes Revolucionarias Catalanas (Joventuts Revolucionàries Catalanes, JRC) y junto a ellas ingresa al año siguiente en el PSAN-P, desde el que impulsa el llamado Front Sindical. También forma parte como independiente de la candidatura del PSAN a las elecciones municipales del Prat de Llobregat de abril de 1979.
Murió la madrugada del 2 de junio de 1979. Era, junto con Quim Pelegrí, el encargado de colocar una bomba en un concesionario de coches de Renault en Barcelona. Sus compañeros Frederic Bentanachs y Griselda apoyaban a los activistas vigilando la plaza Gal.la Placídia, esquina con Travesera de Gràcia. Cuando a Fèlix Goñi y Quim Pelegrí, que provenían de la Calle Regàs, les faltaban todavía pocos metros para llegar al objetivo, la bomba que transportaba Fèlix Goñi explotó causando su muerte y dejando gravemente herido a su compañero. Quim Pelegrí perdió dos dedos y se quedó sordo de un oído.